# Saint-Cirq (Dordogne)
Saint-Cirq (okzitanisch Sent Circ) ist eine ehemalige Gemeinde mit 135 Einwohnern (Stand: 1. Januar 2022) im Südosten des südfranzösischen Départements Dordogne in der Region Nouvelle-Aquitaine in der alten Kulturlandschaft des Périgord. Die Gemeinde gehörte zum Arrondissement Sarlat-la-Canéda und zum Kanton Vallée de l’Homme.
Der Erlass vom 17. Oktober 2018 legte mit Wirkung zum 1. Januar 2019 die Eingliederung von Saint-Cirq als Commune déléguée zusammen mit den früheren Gemeinden Les Eyzies-de-Tayac-Sireuil und Manaurie zur Commune nouvelle Les Eyzies fest.
Der Name in der okzitanischen Sprache lautet Sent Circ und leitet sich vom Namen der Heiligen Quiricus und Cyriacus ab.
Die Einwohner werden Saint-Cirquois und Saint-Cirquoises genannt.

## Geographie
Saint-Cirq liegt etwa 46 Kilometer ostnordöstlich von Bergerac am rechten Ufer der Vézère.
Umgeben wird Saint-Cirq von fünf Nachbargemeinden und delegierten Gemeinden:
| Savignac-de-Miremont |                                             | Manaurie (Commune déléguée)                    |
| Le Bugue             | Kompassrose, die auf Nachbargemeinden zeigt | Les Eyzies-de-Tayac-Sireuil (Commune déléguée) |
|                      | Campagne                                    |                                                |

## Bevölkerungsentwicklung
Nach Beginn der Aufzeichnungen stieg die Einwohnerzahl in der Mitte des 19. Jahrhunderts auf einen Höchststand von rund 345. In der Folgezeit setzte eine Phase der Stagnation bis zu den 1980er und 1990er Jahren ein, die die Zahl der Einwohner bei kurzen Erholungsphasen auf rund 105 Einwohner sinken ließ, bevor eine Phase mit moderatem Wachstum einsetzte, die bis heute anhält.
| Jahr      | 1962 | 1968 | 1975 | 1982 | 1990 | 1999 | 2006 | 2011 | 2022 |
| --------- | ---- | ---- | ---- | ---- | ---- | ---- | ---- | ---- | ---- |
| Einwohner | 153  | 136  | 117  | 105  | 104  | 106  | 120  | 128  | 135  |

## Sehenswürdigkeiten
- Prähistorische Höhle Le Sorcier, als Monument historique klassifiziert
- Pfarrkirche Saint-Cirq-et-Sainte-Julitte
- Schloss Saint-Cirq aus dem 15. Jahrhundert
- Herrenhaus Le Clauzel aus dem 17. Jahrhundert
- Herrenhaus Les Faures aus dem 18. Jahrhundert
- Festung Pech-Saint-Sourd

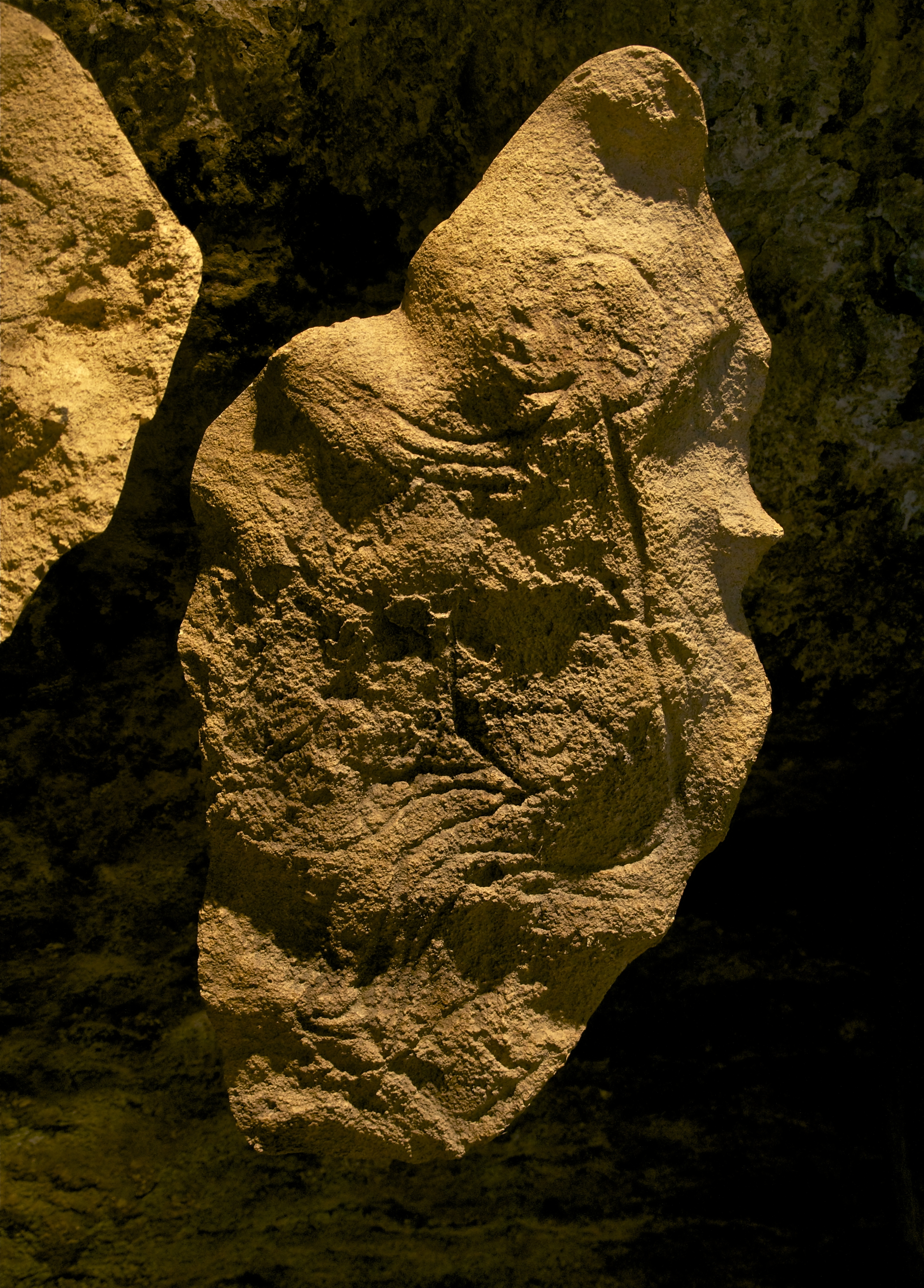
„Zauberer“ aus der Grotte du Sorcier (Faksimile)
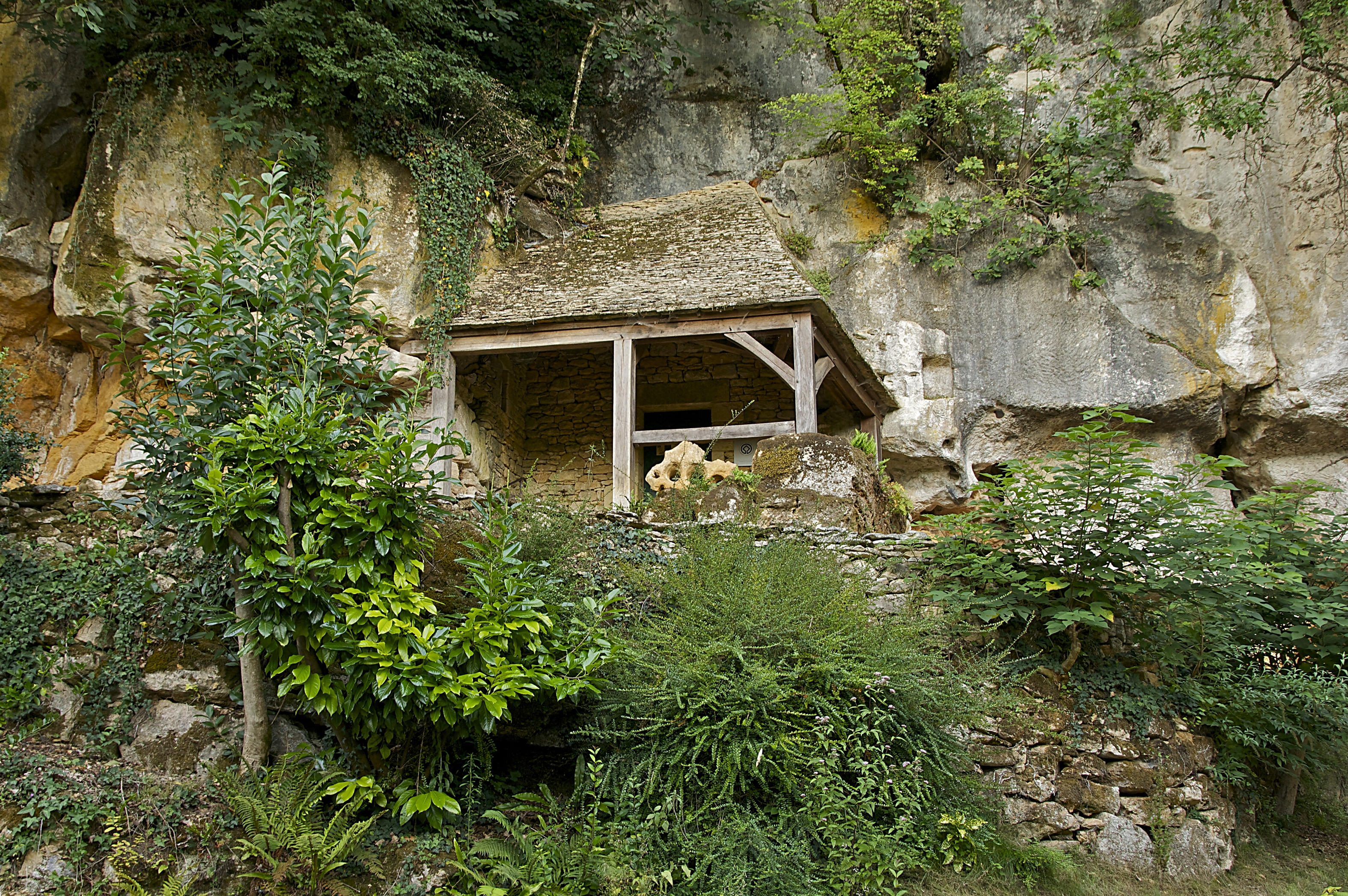
Eingang zur Höhle Le Sorcier
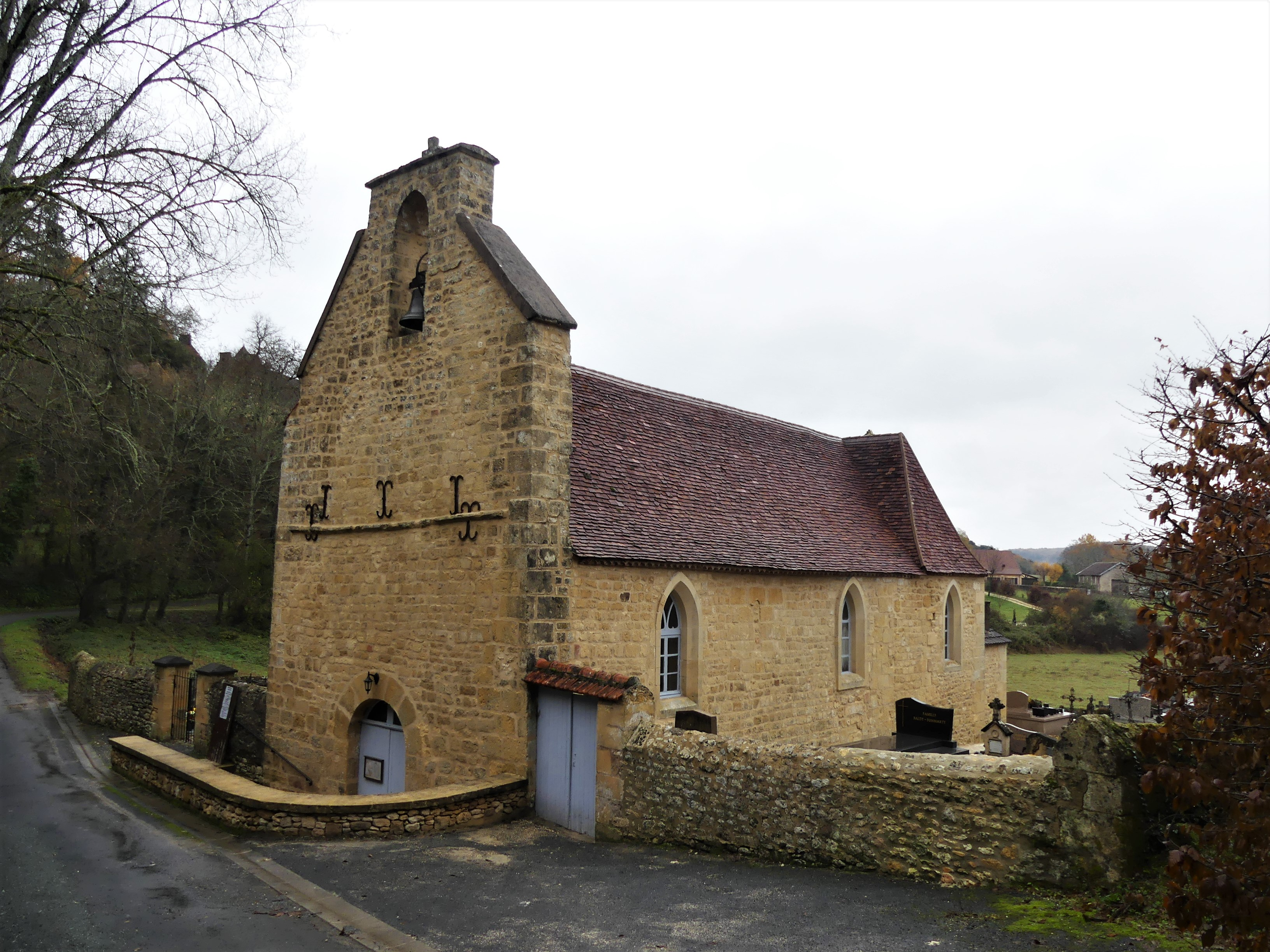
Pfarrkirche Saint-Cirq-et-Sainte-Julitte
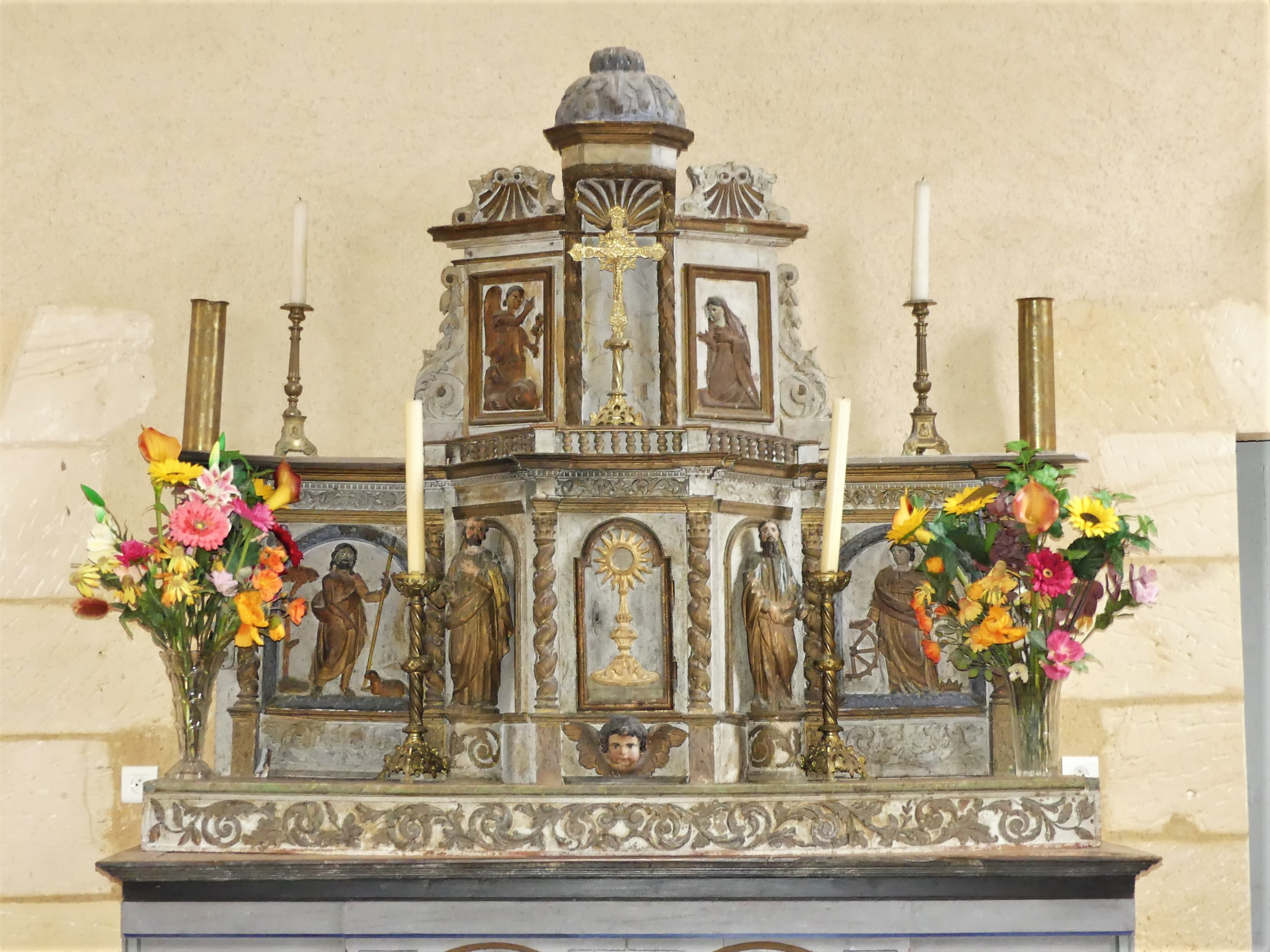
Tabernakel im Innern der Kirche